# Acksjön (Vårdinge socken, Södermanland)
Acksjön är en sjö i Södertälje kommun i Södermanland och ingår i Trosaåns huvudavrinningsområde. Sjön är 4,1 meter djup, har en yta på 0,0833 kvadratkilometer och är belägen 61,6 meter över havet.

## Delavrinningsområde
Acksjön ingår i det delavrinningsområde (655423-159006) som SMHI kallar för Vid mätstation Acksjön Nedre. Medelhöjden är 64 meter över havet och ytan är 0,85 kvadratkilometer. Det finns inga avrinningsområden uppströms utan avrinningsområdet är högsta punkten. Vattendraget som avvattnar avrinningsområdet har biflödesordning 3, vilket innebär att vattnet flödar genom totalt 3 vattendrag innan det når havet efter 34 kilometer. Avrinningsområdet består mestadels av skog (90 procent). Avrinningsområdet har 0,08 kvadratkilometer vattenytor vilket ger det en sjöprocent på 9,8 procent.